# Prajagradź (dystrykt)
Dystrykt Allahabad (hindi इलाहाबाद ज़िला) – jeden z 75 indyjskich dystryktów stanu Uttar Pradesh. W jego skład wchodzi 8 taluków:
- Phulpur,
- Koraon,
- Meja Tehsil,
- Sadar,
- Soraon,
- Handia,
- Bara,
- Karchana.

W dystrykcie w 2011 roku zamieszkiwało 4 936 105 osób, w tym 2 626 448 mężczyzn i 2 309 657 kobiet. Umiejętność czytania i pisania opanowało 62,11% mieszkańców, w tym 75,81% mężczyzn i 46,38% kobiet. 86,81% mieszkańców wyznaje hinduizm, 12,72% są muzułmanami, 0,18% są chrześcijanami, a 0,13% wyznaje sikhizm.